# Riu d'Enclar
Riu d'Enclar är ett vattendrag i Andorra. Det ligger i parroquian Andorra la Vella, i den sydvästra delen av landet. Riu d'Enclar mynnar i floden La Valira.
I trakten runt Riu d'Enclar växer i huvudsak barrskog.